# Говажув
Говажув (пол. Gowarzów) — село в Польщі, у гміні Гідле Радомщанського повіту Лодзинського воєводства.
Населення — 257 осіб (2011).
У 1975-1998 роках село належало до Ченстоховського воєводства.

## Демографія
Демографічна структура станом на 31 березня 2011 року:
|          | Загалом | Допрацездатний вік | Працездатний вік | Постпрацездатний вік |
| -------- | ------- | ------------------ | ---------------- | -------------------- |
| Чоловіки | 108     | 20                 | 68               | 20                   |
| Жінки    | 149     | 33                 | 72               | 44                   |
| Разом    | 257     | 53                 | 140              | 64                   |